# Płochacz niemiecki

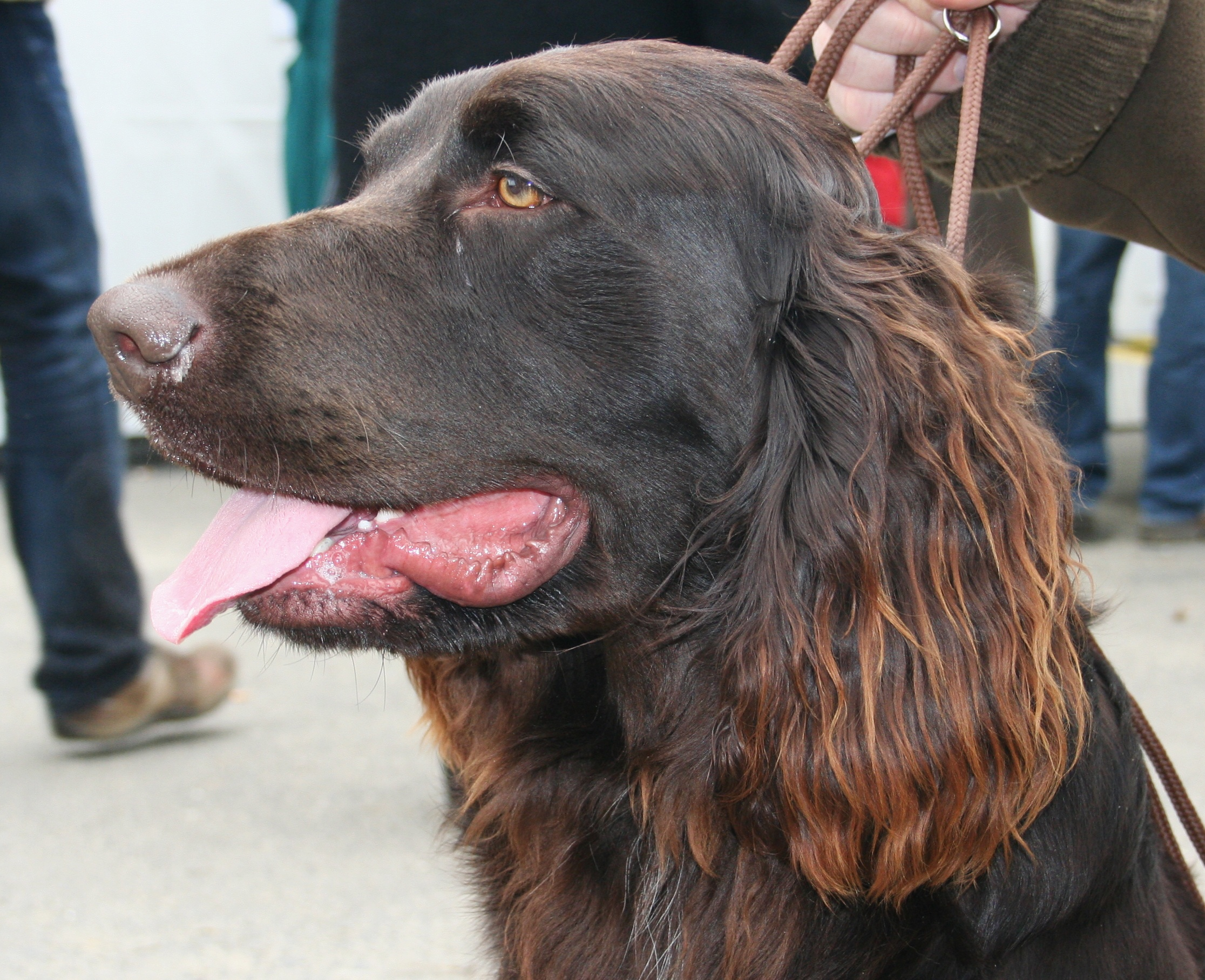
Łeb płochacza niemieckiego

Płochacz niemiecki – rasa psów, należąca do grupy psów aportujących, płochaczy i psów wodnych. Zaklasyfikowana do sekcji płochaczy. Podlega próbom pracy.

## Rys historyczny
Psy tej rasy są nazywane protoplastami wyżłów, a same stanowią jedną z najstarszych niemieckich ras psów myśliwskich, których przodkami były psy gończe lub nierasowe psy odpowiednie dla danego typu użytkowania (potomkowie średniowiecznych psów na ptaki). Współczesny płochacz niemiecki jest potomkiem psów, które krzyżował pod koniec XIX wieku Friedrich Roberth z Weißwasser/Oberlausitz. Poszukiwał on w Niemczech i Austrii hodowców psów, które byłyby w typie dawnego płochacza niemieckiego wykorzystywanego w polowaniach na słonki, kuropatwy i kaczki, ale także na zwierzynę sierściową. W roku 1903 został założony Deutscher Wachtelhundklub, który przed pierwszą wojną światową zaczął podupadać z powodu braku m.in. dobrych hodowców. Płochacz zaczął być wypierany przez sprowadzane z Wysp Brytyjskich spaniele. Ponownemu ocaleniu rasy przysłużył się Friess, który zaangażował się w rozwój klubu oraz uznanie rasy. 
W odtwarzaniu rasy mogły mieć swój udział także spaniele oraz mniejsze wyżły długowłose. 

## Wygląd

### Budowa
Wzorzec FCI opisuje płochacza niemieckiego jako psa średniej wielkości, o długim włosie, dobrze umięśnionego oraz posiadającego mocny kościec. Stosunek długości tułowia do wysokości w kłębie wynosi 1,2:1.

### Szata
Włos u płochacza jest gładki i przylegający, może być lekko falisty. Na tylnych kończynach oraz ogonie występuje obfita Chorągiew.

### Umaszczenie
Umaszczenie jest jednolicie brązowe i brązowo-dereszowate, także białobrązowe.

## Zachowanie i charakter
Płochacz niemiecki jest psem zaciętym i wytrwałym w pracy, bardzo aktywnym. Jest przede wszystkim psem myśliwskim, ale jest także bardzo wesoły i łagodny, co sprawia, że jest dobrym kompanem dla człowieka. 

## Użytkowość
Płochacz ten hodowany jest w celach myśliwskich do wyszukiwania tropu zwierzyny, głoszenia, aportowania i pracy w wodzie. Sprawdza się w leśnych terenach łowieckich. 